# Трудовая (Московская область)
Трудовая — посёлок в городском округе Мытищи Московской области России. Входит в состав сельского поселения Федоскинское (до середины 2000-х был в составе Сухаревского сельского округа).
По другую сторону железной дороги располагался военный городок (посёлок) Трудовая войск ПВО ОН, построенный в 1950-е годы. В 2014 году военный городок Трудовая стал микрорайоном Трудовая посёлка Некрасовский Дмитровского района.

## История
Посёлок был основан в 1945 году.
21 июня 1945 г. Верховный Главнокомандующий маршал И. В. Сталин подписал постановление Совета Народных Комиссаров СССР № 1466 «Об улучшении жилищных условий генералов и офицеров Красной Армии», в котором местные органы исполнительной власти обязывались предоставить военнослужащим участки для индивидуального строительства. На основании этого документа 8 февраля 1946 г. решением Исполнительного комитета Московского областного совета депутатов № 137 для генералов и офицеров Военного совета, Группы советских оккупационных войск в Германии, Высшей военной Академии им. К. Е. Ворошилова из Гослесфонда под индивидуальное строительство было выделено 53,7 га земли. Место расположения будущего поселка определили на территории Трудового лесничества Дмитровского лесхоза исходя из пожеланий будущих жителей: рядом с шоссе и железной дорогой, вблизи водоёма.
Площадь участка соответствовала нормам ― по воинскому званию, учитывались правительственные награды СССР.. Участки предоставлялись в бессрочное и бесплатное пользование. Сейчас посёлок состоит из двух территорий: Северная и Южная.

## Население
Согласно Всероссийской переписи, в 2002 году в посёлке проживало 62 человека (28 мужчин и 34 женщины); преобладающая национальность — русские (90 %). По данным на 2005 год в посёлке проживало 62 человека.

## Расположение
Посёлок Трудовая находится у Дмитровского шоссе. В посёлке расположена платформа Трудовая Савёловского направления МЖД. Ближайшие населённые пункты — деревни Большая Чёрная и Ларёво.

## Достопримечательности

### Мемориальный комплекс
К 60-летию победы во Второй Мировой Войне по инициативе и на средства жителей в поселке Трудовая-Северная был возведен мемориальный комплекс, включающий в себя Зал воинской славы и Стену памяти «Они сражались за Родину» с именами жителей посёлка, участвовавших в Великой Отечественной войне. Мемориал (архитектор М. Н. Казарновский) был торжественно открыт 7 мая 2005 г.

### Музей
Музей посёлка Трудовая.

### Парк Героев
Силами жителей поселка на берегу Икшинского водохранилища в честь воинов-победителей создан и благоустраивается Парк Героев, на собранные пожертвования установлен памятник солдату, пришедшему с войны — скульптура «Возвращение солдата». Автором идеи данного памятника является скульптор Александр Васильевич Чуйков — сын прославленного маршала Василия Ивановича Чуйкова. Александр Васильевич умер в 2012 г. и идея была реализована уже без него. В 2016 году планировалось построить в парке церковь Георгия Победоносца.
В парке установлена скульптура «Возвращение солдата». Она представляет собой композицию из фигур счастливого отца-фронтовика и его маленькой дочери, запечатленных в трогательный момент свидания после долгой разлуки. Этот памятник советскому солдату, пришедшему с фронта, установлен в Парке Героев в 2012 году.
На данный момент свободного прохода в парк нет из-за нежелания местных жителей видеть посторонних людей на территории элитного поселка.